# 红窑镇
红窑镇，是中华人民共和国江苏省淮安市涟水县下辖的一个乡镇级行政单位。2018年12月1日，撤销红窑镇、义兴镇，设立新的红窑镇。以原红窑镇所辖区域和原义兴镇的大埝、五房、万民、老桃园、苗戴、张郑、白洼、义兴8个村委会及施庵居委会区域为红窑镇行政区域。红窑镇人民政府驻红窑居委会境内，办公地址为黄红路1号。

## 行政区划
红窑镇下辖以下地区：
红窑社区、刘码村、钦北村、三村、浦庵村、朱圩村、金沙村、蔡庄村、潘老庄村、大金圩村、小金圩村、黄锅甑村、颜下庄村、朱集村和西徐圩村。